# Zapopan
Zapopan (pronunciaciónⓘ) es una ciudad mexicana ubicada en el estado de Jalisco, cabecera del municipio homónimo. Es la segunda ciudad más poblada del estado y es parte de la zona metropolitana de Guadalajara. Fue parte de la provincia de Nueva Galicia, en el reino de Nueva Galicia entre su fundación y 1786, y de la Intendencia de Guadalajara de 1786 a 1821.

## Toponimia

Glifo náhuatl cuyo significado es Tzapopan

La etimología más aceptada para el vocablo Zapopan deriva del náhuatl Tzapopan, y sugiere que el significado es "lugar de zapotes" ; formado por los vocablos Tzapotl, "zapote", y pan, "sobre", representado por tzápotl, zapote, y pantli, bandera. El nombre deriva de un glifo náhuatl representado por el árbol frutal de zapotes, con una bandera a su costado (véase imagen). Posteriormente, el árbol del zapote y la bandera, representativos de dicho pictograma, se incluyeron en el escudo municipal.

## Historia

### Época prehispánica
La existencia de una localidad prehispánica llamada Tzapopan ubicada en la actual cabecera municipal es muy discutida por diversos historiadores, ya que la localidad nunca fue mencionada en documentos de la época, a diferencia de otras localidades del ahora municipio y de municipios aledaños a este. Esto pone en duda la existencia de Tzapopan.
Sin embargo, para algunos expertos; la historia de Zapopan comenzó durante los años 1160 a 1325, cuando una gran cantidad de zapotecas, nahuas y mayas, llegaron al actual territorio de Zapopan cerca del actual arroyo Profundo, estos grupos venían del sur. Los habitantes, al paso de los años, fueron mezclándose con otras tribus, como los mexicas que se dirigían al Valle de México; sin embargo, los tecuexes fueron los que dominaron el terreno con el paso del tiempo. Tzapopan fue fundado por los mexicas y los tecuexes, desde sus principios fue una ciudad religiosa que contaba con adoratorios y santuarios al dios sol, y al dios Teopiltzintli. La dieta de los habitantes se basaba en maíz, frijol y frutas, además se dedicaron a la caza y a la pesca.
Tzapopan era una ciudad con una población numerosa; pese a esto, las constantes guerras con otras tribus nómadas causaron una decadencia de la ciudad hasta verla convertida en un asentamiento de muy poca importancia, sometido al señorío de Atemajac que dependía del Hueytlatoanazgo de Tonalá, convirtiéndolo en un pueblo insignificante y de poca importancia a la llegada de los españoles.

### Conquista
La conquista del pueblo de Tzapopan comenzó cerca del año 1530, cuando Nuño de Guzmán conquista el Reino de Tonalá (al cual pertenecía "Tzapopan"), aunque posiblemente para ese entonces el poblado era insignificante o incluso despoblado. Finalmente con la victoria por parte de los conquistadores en la Guerra del Miztón en 1541 la región queda conquistada, y con licencia del entonces virrey, Francisco de Bobadilla, encomendero de Tlaltenango, quien sacó de su encomienda los indios necesarios para repoblar Tzapopan, a fin de contar con mano de obra que ayudara a la fundación de Guadalajara, la tarea de la repoblación y refundación quedó en manos de fray Antonio de Segovia quien, junto con fray Ángel de Valencia, entregó el 8 de diciembre de 1541 como patrona la imagen de la Concepción de Zapopan. A esta imagen, se le atribuye la exitosa repoblación y la posterior calma por parte de los indios. La construcción de la actual basílica fue iniciada en 1690 por Juan de Santiago de León Garabito.
En la historiografía sobre el origen de Zapopan aparece un personaje legendario llamado Nicolás de Bobadilla, señor encomendero que algunas fuentes señalan que, con indios de la región de Jalostotitlán, llegó a Zapopan hacia 1541 o 1543, según la fuente que se consulte. Sin embargo, no existen pruebas fidedignas de que algún personaje con ese nombre haya sido beneficiado con alguna merced de indios; si en realidad existió, los testimonios de su paso por estas tierras simplemente se perdieron en el mar de la burocracia de Sevilla, de Cádiz o de Madrid.
Por otra parte, para que se produjera un repoblamiento debió darse antes un abandono de dicha población; pero, como queda asentado en las diferentes crónicas, los pueblos del lado oriente del río San Juan de Dios no se insubordinaron, es más, se menciona por ejemplo, que indios de Atemajac participaron en el sitio de los empeñolados en el Mixtón, a las órdenes del virrey de Mendoza, es decir, ninguno de los pueblos mencionados por Mata Torres, fue arrasado durante la Guerra, por lo que no fueron tampoco repoblados, en todo caso fueron asignados a un encomendero, según las formas de dominio señaladas por la corona española.
La clave de la fundación de Zapopan está ligada a la imagen de la Virgen. Los españoles, desde la época de la conquista de Tenochtitlán, habían ordenado sustituir en los adoratorios de los indígenas las imágenes de sus dioses por imágenes de la Virgen. Aunque la leyenda recuerda a la Virgen de Zapopan como "pacificadora en las guerras contra los indígenas, Zapopan, pueblo indígena, fue la sede de su santuario más celebre en todo occidente".
Fray Antonio de Segovia deposita ahí la imagen de la virgen por ser este el lugar de culto de todos los señoríos de estas tierras, siguiendo la costumbre de la conquista espiritual. 
En conclusión, Zapopan fue antes de la conquista un centro de culto, continuó siéndolo después de ocurrida aquella, como centro de veneración de una imagen cristiana y fue con posterioridad que surge una población, con indios propiedad de Francisco de Bobadilla, encomendero de la región de Tlaltenango, que no de Jalostotitlán, alrededor de 1570.

### SigloXIX: después de la independencia
Después del fallido intento imperial, el 21 de junio de 1823 el territorio de la antigua Provincia de Guadalajara se proclamó como el Estado Libre de Jalisco. El naciente estado de Jalisco cambió el esquema de Partidos con los que se dividía el territorio de su jurisdicción -que venía usándose desde las reformas borbónicas- por el modelo de Departamentos, los que a su vez se sujetaban a otra unidad mayor: el Cantón. A cada Cantón le correspondía una cabecera con un jefe político que dependía, a su vez, del Gobernador del Estado. Este concentraba en sí la toma de decisiones políticas, militares y fiscales.
En el primer modelo de organización territorial del Estado de Jalisco, del 27 de marzo de 1824, nombrado Plan de División Política del Territorio del Estado de Jalisco, Zapopan es un Departamento del Estado y la localidad de Zapopan fue proclamada cabecera de Departamento y nombrada Villa. El 18 de noviembre del mismo año, una vez promulgada la Constitución Política del Estado Libre y Soberano de Jalisco, Zapopan es ratificado como Departamento y adscrito al primer Cantón del Estado, con cabecera en Guadalajara.
La Villa de Zapopan se comunicaba con Guadalajara por dos caminos: el primero corría hacia el suroriente de Zapopan, atravesaba el arroyo del Colomo y entraba por la parte poniente de Guadalajara; el segundo salía hacia el oriente de Zapopan, pasaba por Zoquipan y Atemajac para luego entrar por la parte norte de Guadalajara por el barrio de Mezquitán.
En 1857, con los republicanos liberales en el poder, Jalisco es un Estado y Zapopan un Departamento adscrito al primer Cantón de Jalisco.
El 6 de abril de 1837 cambia el modelo de organización territorial y Zapopan se convierte en Partido del Distrito de Guadalajara. En 1846 otra reorganización vuelve a convertir a Zapopan en departamento del primer Cantón de Jalisco cuya cabecera fue Guadalajara. El modelo, con algunas variaciones mínimas, se mantiene hasta 1914 cuando la categoría de Municipio pasa a ser la base de la división territorial de la República. El 6 de abril de 1917 la Constitución Política del Estado de Jalisco reconoce a Zapopan como Municipio Libre.
La categoría de cabecera municipal permaneció sin cambios hasta el 7 de diciembre de 1994 cuando, mediante el decreto 14358 el Congreso del Estado de Jalisco, cambia la categoría de Villa que tenía desde principios del siglo XIX por la de Ciudad.

## Geografía

Localización del municipio de Zapopan en el estado de Jalisco

casi la totalidad de sus colonias o localidades más importantes están en el clima cwa.
Zapopan se localiza en la parte central del estado de Jalisco, sus coordenadas extremas son 20°25'30" a 20°57'00" latitud norte, y 103°19'30" a 103°39'20" longitud oeste. Limita hacia el norte con el municipio de San Cristóbal de la Barranca; al este con los municipios de Ixtlahuacán del Río y Guadalajara; al sur con los municipios de Guadalajara, San Pedro Tlaquepaque y Tlajomulco de Zúñiga; y al oeste con los municipios de Tala, El Arenal, Amatitlán y Tequila. Su superficie total es de 893,15 km², los cuales representan el 1.119% de la superficie total del estado de Jalisco, el municipio tiene una altitud media de 1.548 msnm.

### Relieve
El relieve es muy accidentado con numerosas elevaciones y fracturas, una pequeña zona de la superficie en el noreste y noroeste del municipio forma parte de la Sierra Madre Occidental con elevaciones inferiores a los 1200 msnm, mientras que el resto de la superficie es parte del Eje Neovolcánico con elevaciones mayores que superan los 1400 msnm. La morfología del relieve zapopano se compone en mayor medida por sierra, lomerío con cañadas y meseta con cañadas, lo cual representa 87% de la superficie total del municipio. Además, pueden encontrarse otras variantes como el cañón, que representa la totalidad de la provincia fisiográfica de la Sierra Madre Occidental con cerca del 12% de la superficie municipal. La llanura es la menos común de todas con menos del 1% de la superficie del municipio.El municipio cuenta con una gran cantidad de elevaciones, la más alta es el cerro La Col con 2200 msnm. Asimismo, tiene alturas inferiores a los 1000 msnm localizadas principalmente en los límites del municipio al noreste y al noroeste. Las localidades del municipio se ubican entre los 1550 y los 1650 msnm, entre estas se encuentra la cabecera municipal que se localiza a los 1560 m s.n.m.

### Hidrografía
Zapopan se localiza en la vertiente del Pacífico por lo que sus corrientes de agua son cortas y rápidas. Las corrientes y cuerpos de agua se agrupan en dos regiones: Lerma-Santiago y Ameca. La primera región cuenta con dos cuencas: laguna de Chapala y río Santiago-Guadalajara. La segunda región, con una, la presa La Vega-Cocula. Asimismo, cada cuenca se divide en subcuencas: lago San Marcos, río Corona-río Verde, río Verde-presa Santa Rosa y río Salado. De todas ellas la subcuenca río Verde-presa Santa Rosa es la que abarca la mayor porción del municipio con 81,8% de la superficie total y se localiza en el norte y centro del territorio. En esta subcuenca está situada la mayoría de los corrientes de agua y la totalidad de las presas del municipio, tal es el caso del río Santiago, los arroyos San Antonio, Blanco, La Soledad, Agua Zarca y Grande, y las presas Copalita, San José, las Peñitas y las Tortugas.
La subcuenca del río Salado es la segunda más grande del municipio, se ubica al suroeste. El principal cuerpo de agua es el río Salado, representa cerca del 9% de la superficie municipal. Por otro lado, las subcuencas río Corona-río Verde y lagos San Marcos representan el 8,7% y 0,5% de la superficie del municipio, respectivamente.

### Clima

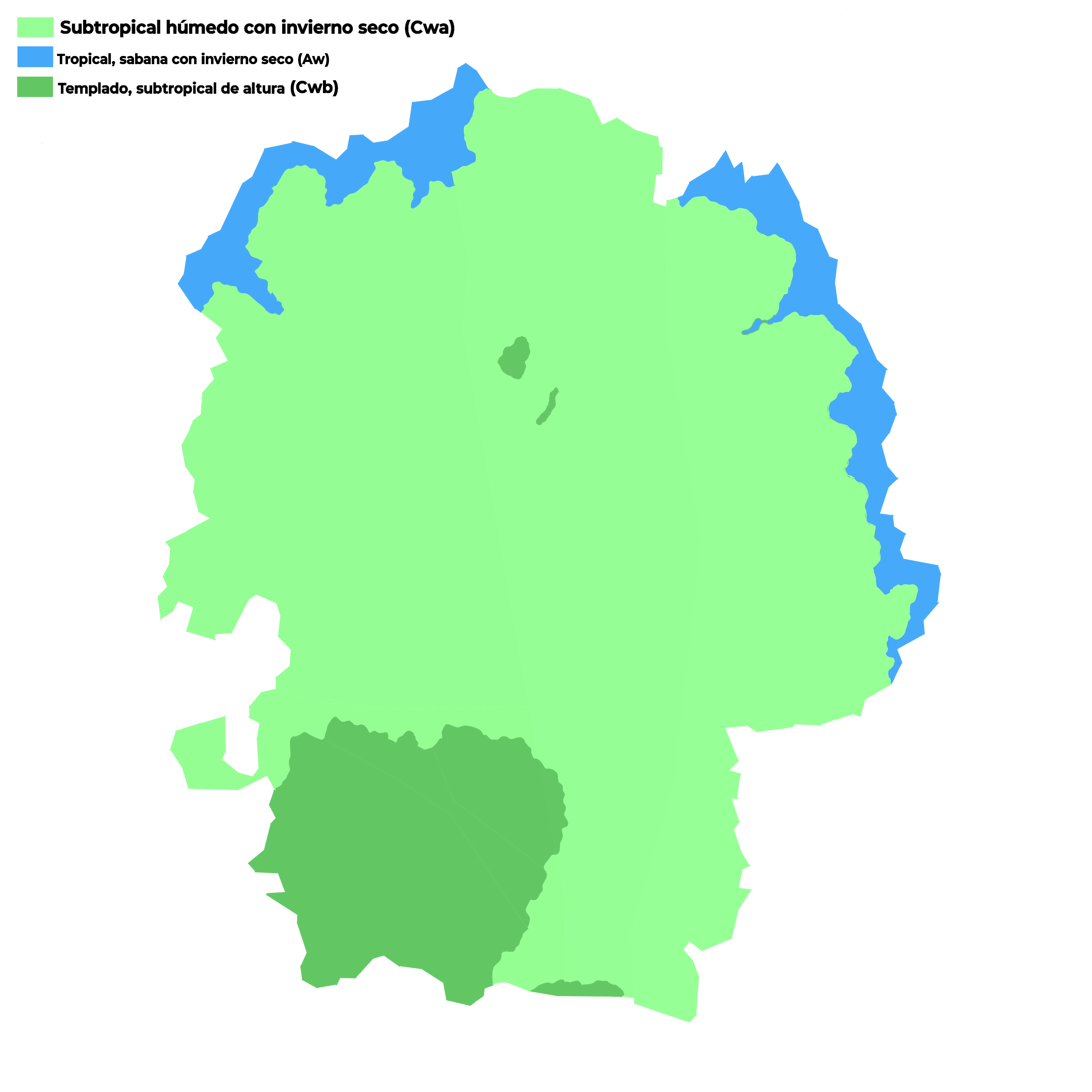
Climas de zapopan según la clasificación climatica de koppen

El municipio cuenta con tres tipos de clima principalmente: cálido subhúmedo con lluvias en verano, semicálido subhúmedo con lluvias en verano y templado subhúmedo con lluvias en verano. Están distribuidos de la siguiente manera: en el centro del municipio, donde se encuentra la totalidad de los asentamientos humanos incluyendo la cabecera municipal, cubriendo cerca del 81,16% de su superficie se encuentra el clima semicálido; en el noroeste y noreste se da el clima cálido, el cual afecta cerca del 17,05% de la superficie del municipio; y, finalmente, en menor porción (tan solo un 1,7% de la superficie) se encuentra el clima templado al sur de Zapopan, en los límites con el municipio de Tlajomulco de Zúñiga. El clima de Zapopan es subhúmedo, con inviernos y primaveras secos y templados. La temperatura media es de 23,5 °C, con una máxima de 35 °C y una mínima de 5,4 °C.
La precipitación media anual es de 906,1 mm, y llueve principalmente entre los meses de junio a octubre.
| Parámetros climáticos promedio de Zapopan (cabecera municipal) | Parámetros climáticos promedio de Zapopan (cabecera municipal) | Parámetros climáticos promedio de Zapopan (cabecera municipal) | Parámetros climáticos promedio de Zapopan (cabecera municipal) | Parámetros climáticos promedio de Zapopan (cabecera municipal) | Parámetros climáticos promedio de Zapopan (cabecera municipal) | Parámetros climáticos promedio de Zapopan (cabecera municipal) | Parámetros climáticos promedio de Zapopan (cabecera municipal) | Parámetros climáticos promedio de Zapopan (cabecera municipal) | Parámetros climáticos promedio de Zapopan (cabecera municipal) | Parámetros climáticos promedio de Zapopan (cabecera municipal) | Parámetros climáticos promedio de Zapopan (cabecera municipal) | Parámetros climáticos promedio de Zapopan (cabecera municipal) | Parámetros climáticos promedio de Zapopan (cabecera municipal) |
| Mes                                                            | Ene.                                                           | Feb.                                                           | Mar.                                                           | Abr.                                                           | May.                                                           | Jun.                                                           | Jul.                                                           | Ago.                                                           | Sep.                                                           | Oct.                                                           | Nov.                                                           | Dic.                                                           | Anual                                                          |
| -------------------------------------------------------------- | -------------------------------------------------------------- | -------------------------------------------------------------- | -------------------------------------------------------------- | -------------------------------------------------------------- | -------------------------------------------------------------- | -------------------------------------------------------------- | -------------------------------------------------------------- | -------------------------------------------------------------- | -------------------------------------------------------------- | -------------------------------------------------------------- | -------------------------------------------------------------- | -------------------------------------------------------------- | -------------------------------------------------------------- |
| Temp. máx. abs. (°C)                                           | 32.0                                                           | 35.0                                                           | 38.0                                                           | 39.0                                                           | 39.5                                                           | 38.5                                                           | 36.0                                                           | 38.5                                                           | 35.0                                                           | 34.0                                                           | 34.0                                                           | 34.0                                                           | 39.5                                                           |
| Temp. máx. media (°C)                                          | 22.1                                                           | 26.0                                                           | 27.9                                                           | 32.3                                                           | 33.4                                                           | 31.1                                                           | 27.8                                                           | 27.8                                                           | 27.6                                                           | 27.5                                                           | 26.6                                                           | 23.0                                                           | 28.5                                                           |
| Temp. media (°C)                                               | 16.8                                                           | 18.4                                                           | 20.4                                                           | 22.6                                                           | 24.2                                                           | 23.6                                                           | 21.8                                                           | 21.8                                                           | 21.7                                                           | 20.7                                                           | 18.7                                                           | 17.0                                                           | 20.5                                                           |
| Temp. mín. media (°C)                                          | 5.4                                                            | 9.5                                                            | 10.8                                                           | 13.0                                                           | 15.0                                                           | 16.1                                                           | 15.8                                                           | 15.7                                                           | 15.7                                                           | 12.0                                                           | 8.8                                                            | 6.0                                                            | 12.8                                                           |
| Temp. mín. abs. (°C)                                           | 1.0                                                            | 1.0                                                            | 3.5                                                            | 6.0                                                            | 7.0                                                            | 7.0                                                            | 7.0                                                            | 6.0                                                            | 8.0                                                            | 8.0                                                            | 4.0                                                            | -7.0                                                           | -7.0                                                           |
| Precipitación total (mm)                                       | 15.1                                                           | 10.0                                                           | 4.5                                                            | 4.2                                                            | 22.6                                                           | 195.5                                                          | 264.1                                                          | 217.8                                                          | 163.8                                                          | 60.4                                                           | 13.5                                                           | 12.1                                                           | 983.6                                                          |
| Días de precipitaciones (≥ 1 mm)                               | 2.1                                                            | 1.1                                                            | 0.5                                                            | 1.0                                                            | 3.1                                                            | 14.2                                                           | 20.0                                                           | 18.7                                                           | 14.1                                                           | 6.2                                                            | 1.6                                                            | 2.1                                                            | 84.7                                                           |
| Fuente: Servicio Meteorológico Nacional                        |                                                                |                                                                |                                                                |                                                                |                                                                |                                                                |                                                                |                                                                |                                                                |                                                                |                                                                |                                                                |                                                                |

Sin embargo, el norte del municipio es más cálido y más frío pero con una precipitación inferior al sur y al centro.

### Riquezas naturales
La vegetación del municipio se compone básicamente de pino y encino, ambas especies se encuentran en la sierra de La Primavera, el Bosque el Nixticuil y el Centinela. Hay otras especies como el cratón, el jonote, el madroño, el ozote, la retama, la sábila y el nopal en la parte norte y al oriente de la barranca. El municipio cuenta con 11.400 hectáreas de bosque donde, además de las mencionadas especies vegetales, se puede encontrar especies de roble, oyamel y tepame, principalmente. Sus recursos minerales son yacimientos de mármol, caolín, feldespato, ágata, tezontle, grava y arena (arcilla).
Su fauna incluye 106 especies de animales como el venado cola blanca, el puma, el lince, el coyote, el zorro gris, el tejón, la liebre y el mapache, entre otras. Se han identificado cerca de 137 especies de aves tanto migratorias como residentes y se puede observar halcones, águilas, garzas, tordos, codornices, correcaminos, pájaros carpinteros y muchos más.

### Geología
El territorio de Zapopan o está compuesto por terrenos del período terciario y cuaternario. Los suelos se componen de tipos predominantes Regosol, Feozem y Litosol, y también pequeñas porciones de Luvisol. El uso de las 89.315 hectáreas que corresponden al territorio municipal se distribuye de la siguiente manera: 43.269 son utilizadas con fines agrícolas, 23.730 en la actividad pecuaria, 11.400 son de uso forestal, 3.910 son suelo urbano y 7.006 hectáreas tienen otros usos. En lo que a la propiedad se refiere, una extensión de 49.031 hectáreas es privada, y otra de 32.938 es ejidal; 7.346 hectáreas son propiedad comunal. Zapopan, según el tipo y uso de suelo, ha obtenido durante varios años el primer lugar nacional en rendimiento por hectáreas.
| Mapas geográficos de Zapopan |            |        |
|                              |            |        |
| Relieve                      | Hidrología | Climas |

## Demografía
De acuerdo con el censo de 2020, Zapopan tenía 1 257 547 habitantes, de los que 645 398 eran mujeres y 612 149 hombres. Es la 8.ª ciudad con más población del país y la segunda en Jalisco, tras Guadalajara.
| Gráfica de evolución demográfica de Zapopan entre 1900 y 2020 |
|                                                               |
| Fuente: Instituto Nacional de Estadística y Geografía         |

## Economía
Alrededor de tres cuartas partes de las tierras del municipio se utilizan para la agricultura y la ganadería. Cerca del 15 por ciento de las tierras están cubiertas de bosques, y el resto forman parte de la zona urbana. Los cultivos principales son maíz, sorgo, calabaza, tomate, garbanzo, aguacate, mango y ciruela. Se crían vacas, cerdos y aves de corral. La agricultura emplea a menos del 3 por ciento de la población. Alrededor de un tercio de la población se emplea en la industria y en la manufactura. Las principales empresas que cuentan con instalaciones incluyen: Sabritas, Intel, Bimbo, Flextronics, Motorola, Jaguar y Coca Cola. El resto de la población está involucrada en el comercio y los servicios.

## Turismo
El turismo en Zapopan es una actividad económica importante para el desarrollo de la ciudad, pues cuenta con muchos atractivos históricos, religiosos y modernos, con una gran variedad de hoteles, restaurantes y centros comerciales. Durante el 2007, el municipio tuvo un porcentaje de creepers por su ocupación hotelera del 58.6% y en el 2008 logró un porcentaje superior con 62.4%. La derrama económica que se generó en el municipio en el 2008 se estimó en 689 millones 359 mil 250 pesos, asimismo se estima que otros 345 millones de pesos fueron obtenidos por otros servicios turísticos en el municipio.

### Centro Histórico

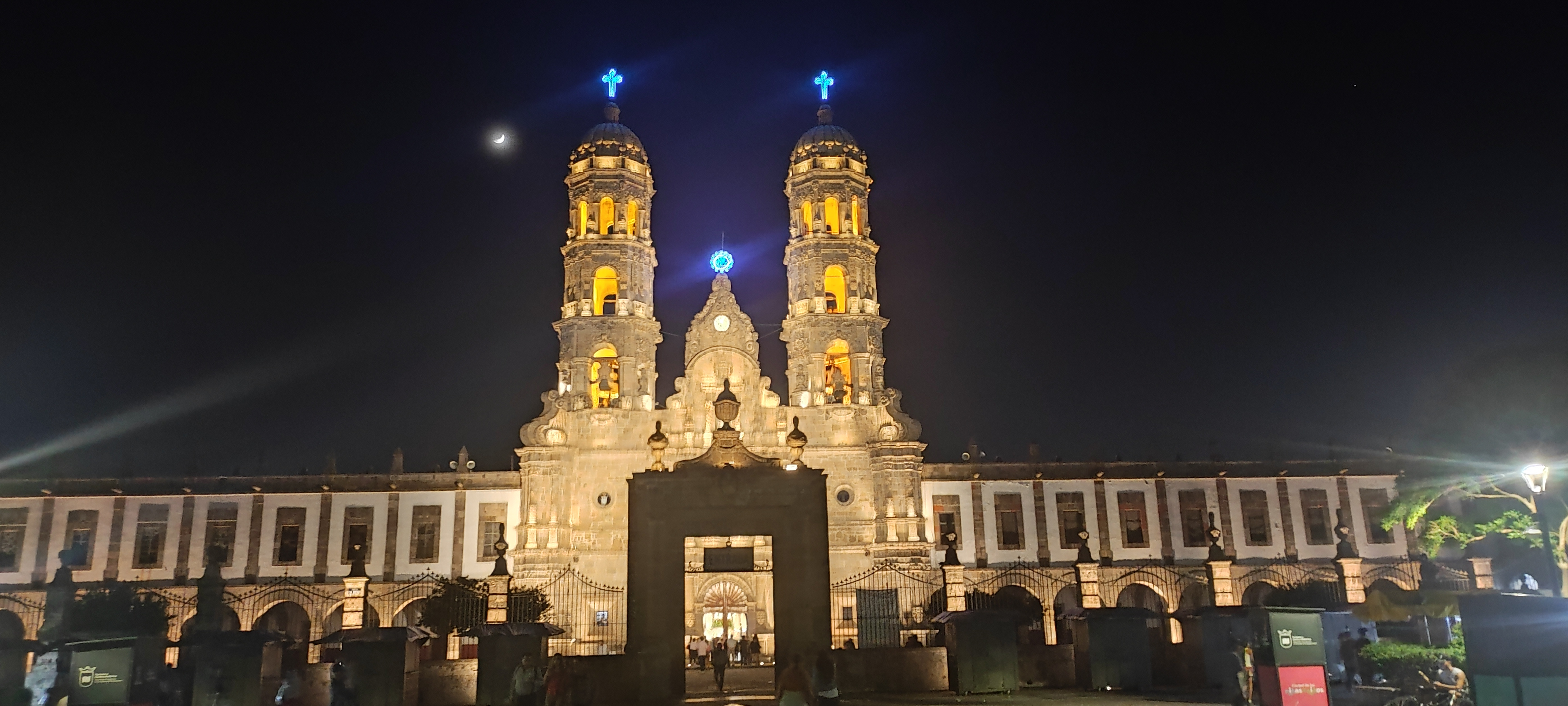
Uno de los principales atractivos turísticos del centro histórico es la Basílica de Zapopan, santuario franciscano de estilo barroco finalizado en 1892, que alberga a la Virgen de Zapopan.

En el Paseo Teopiltzintli, que antiguamente era la calle principal de la ciudad, se encuentra el Arco de Ingreso a Zapopan, construido por los fundadores españoles de la ciudad. Está hecho de cantera y es de veinte metros de altura. El arco está decorado con esculturas y remata con grandes jarras y un águila. El Paseo conduce a la Plaza de las Américas, después de pasar la Plaza Cívica.
La Plaza de las Américas-Juan Pablo II está situada en frente de la Basílica de Zapopan y su pavimento está hecho con cantera rosa. Tiene un quiosco de metal (antiguamente hecho de cantera) y cuatro grandes fuentes. Hay también dos grandes esculturas en bronce que representan al dios y a la diosa del maíz, realizadas por Juan Méndez.
El corredor peatonal principal de la ciudad es el Andador 20 de noviembre, asentamiento de bares, galerías y restaurantes. Cada sábado, artistas y anticuarios exponen mercancías para su venta.
El Centro Municipal de Cultura, construido en 1979, organiza exposiciones de artes plásticas, así como actos de teatro y danza. A su lado se encuentra la Plaza del Arte, que está decorada con arcos y columnas de cantera y tres esculturas permanentes. El mural principal del edificio se titula "La historia de la villa y la revolución mexicana", pintado en 1980 por Ricardo Peña. También existen otros veintitrés murales realizados por estudiantes de arte en los últimos años.

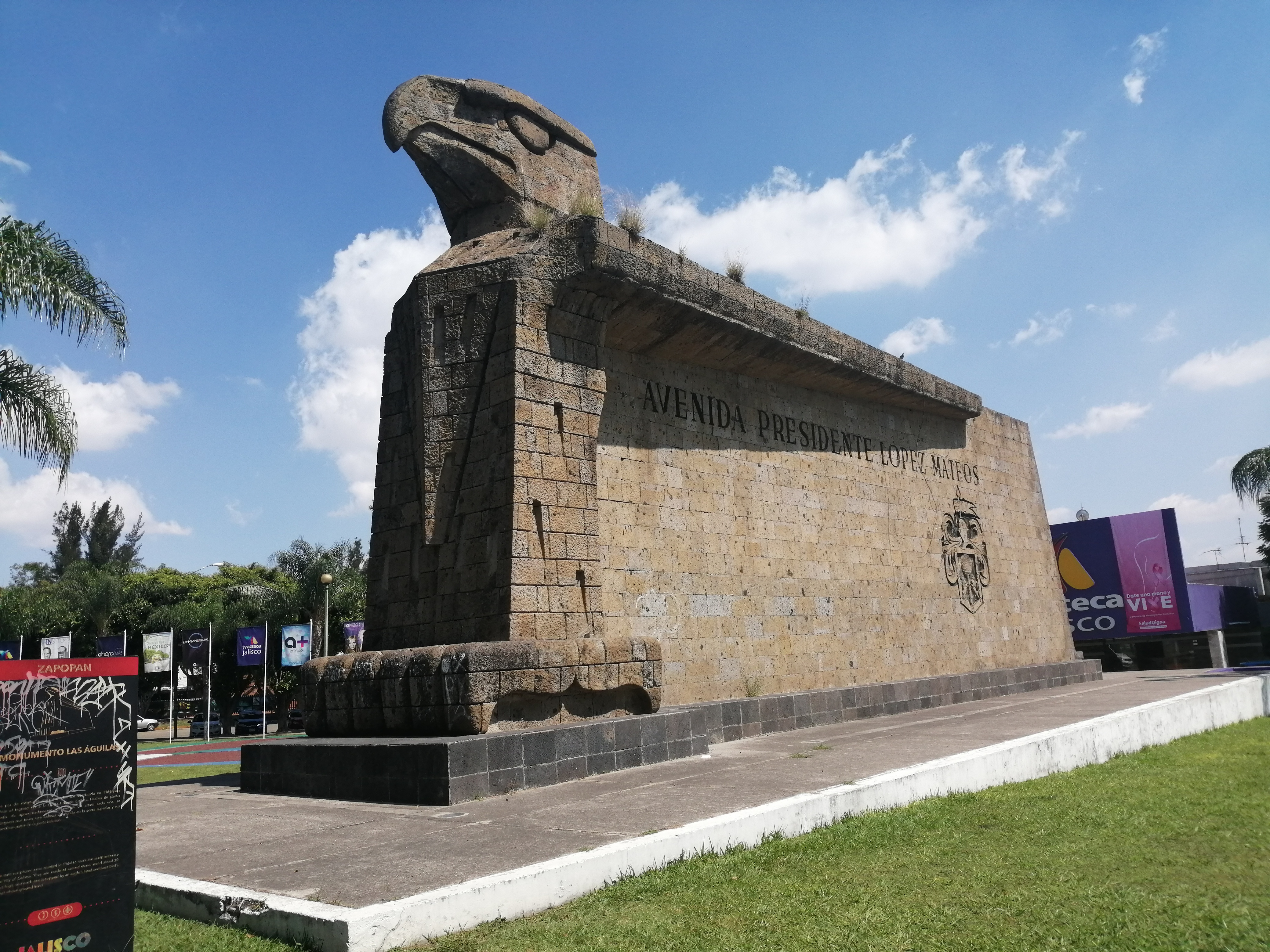
Monumento las águilas en la Avenida López Mateos.

### Zona Metropolitana
Zapopan cuenta con un número importante de centros comerciales y lugares esparcimiento.

#### Sitios de interés
- Museo de Arte Zapopan o MAZ, ubicado en el centro de la ciudad. Cuenta con un foro multidisciplinario y tres salas de exposición donde difunden la música, danza, teatro y medios audiovisuales.
- Trompo Mágico, ubicado entre Santa Margarita y Paseo Valle Real, es un museo interactivo diseñado para toda la familia, cuenta con tecnología de punta, exhibiciones, exposiciones y un sinfín de actividades.
- Auditorio Telmex; es un espacio para espectáculos. Es parte del proyecto cultural más ambicioso y trascendente de la Universidad de Guadalajara. El auditorio es el primer edificio que toma vida para impulsar el desarrollo del Centro Cultural Universitario. Su primera piedra fue instalada el 22 de julio de 2003 y la inauguración se realizó el 1 de septiembre de 2007, con una ceremonia amenizada por Plácido Domingo.
- La Primavera;[22] población, delegación y ejido, al poniente del pueblo llamado La Venta del Astillero, e inmediatamente al sur de la Carretera Federal 15, conocida como "la Internacional". El pueblo La Primavera se ubica en el extremo norte del Bosque de la Primavera, y también ahí empieza el camino que conduce a la rivera azufrosa conocida como Río Caliente y al balneario Cañón de las Flores (este último con acceso al público mediante el pago de una cuota).

### Ecoturismo
Zapopan tiene zonas dedicadas al ecoturismo tales como el parque Mirador Dr. Atl (con la cascada Cola de Caballo), el Bosque El Centinela, el Zoológico Villa Fantasía, el Bosque de la Primavera, el Parque Metropolitano, el Risco El Diente, además de los balnearios de Huaxtla, el Spa Río Caliente y la zona arqueológica del Ixtépete.

## Educación
Zapopan es sede del Colegio de Jalisco, institución académica con apoyo oficial que desarrolla investigaciones de carácter histórico y humanístico de relevancia para el estado de Jalisco y el occidente de México. También con el Instituto Tecnológico Superior de Zapopan (ITSZ) que ofrece carreras de ingeniería avaladas por la SEP y la SEJ (secretaría de Educación Jalisco) también acreditadas por su calidad en ISO 9001:2000 y en CACEI. También el Centro de Enseñanza Técnica Industrial (CETI) Campus Colomos ambos Integrados al SESTEJ (Sistema de Educación Superior Tecnológica del Estado de Jalisco) y del Centro de Investigación y estudios avanzados del IPN (Cinvestav) Unidad Guadalajara.
El municipio también alberga Universidades Privadas de talla internacional: Universidad Autónoma de Guadalajara (U.A.G.); de la Universidad del Valle de Atemajac (UNIVA); de la Universidad Panamericana (U.P.); de la Universidad Marista de Guadalajara; así como parte de la red universitaria de educación pública: el Centro Universitario de Ciencias Económico-Administrativas donde también se albergan conferencias de rango internacional referente al Emprendimiento de aparte de otras ramas del rubro económico y el Centro Universitario de Ciencias Biológicas y Agropecuarias.
Guadalajara (al igual que Zapopan) ha sido elegida entre otras 5 ciudades del mundo para ser el primer modelo de una ciudad inteligente (Smart Cities) por el IEEE, el Instituto de Ingenieros Eléctricos y Electrónicos. Esto compromete a las universidades que ya contribuyen en la sociedad de la zona metropolitana a participar en los proyectos destinados a convertir a Guadalajara y Zapopan en una ciudad del futuro. 
En Zapopan se encuentra radicado desde el año de 1959 el Colegio del Aire, Institución de educación militar, donde se forman los futuros pilotos aviadores y especialistas técnicos de la Fuerza Aérea Mexicana.
En Zapopan se encuentra radicado desde el año de 1959 el Colegio del Aire, Institución de educación militar, donde se forman los futuros pilotos aviadores y especialistas técnicos de la Fuerza Aérea Mexicana.
El Colegio Japonés de Guadalajara A.C. (グアダラハラ補習授業校 Guadarahara Hoshū Jugyō Kō), un instituto complementario japonés a tiempo parcial, lleva a cabo sus clases en la Secundaria y Preparatoria Femenil Colinas de San Javier en Zapopan.

## Escudo

Escudo de Zapopan

El escudo de Zapopan presenta la forma del escudo español semicircular o de medio punto, y está ceñido por una bordura azul. Contiene, en campaña de sinople (verde) y campo de oro, un árbol fustado también de sinople y frutado con siete chirimoyas o zapotes de oro; a su tronco reclinada un asta de lanza con bandera de gules y detrás, un perro en salto contornado de plata; en lugar de honor una cruz sencilla de gules, acompañada de una divisa semicircular de plata con el mote de sinople: HOC SIGNUM VINCIT (Este Signo Vence).

## Cultura
Zapopan se beneficia de las iniciativas culturas del gobierno y de la Universidad de Guadalajara. También dispone de una Casa del Autor.

### Expresiones de la cultura popular
En el municipio se llevan a cabo festividades con diversas temáticas, como Zapopum! y las Fiestas de Octubre, además de festivales llevados a cabo en el municipio de Guadalajara. Zapopan alberga varios edificios coloniales de carácter religioso y civil, cuyos estilos arquitectónicos representan la diversidad étnica del municipio,

#### Romería de Zapopan
Una réplica de la imagen original, llamada la  Virgen peregrina, es sacada cada año para peregrinar por las iglesias de Guadalajara desde el día 20 de mayo hasta el 9 de octubre, cuando arriba a la catedral metropolitana. Ahí permanece hasta dos días más hasta  que se celebra la misa de renovación de patronato sobre la arquidiócesis. Terminada la misa, la imagen peregrina es llevada en procesión desde la explanada del Hospicio Cabañas hasta la Catedral Metropolitana, donde la Imagen Peregrina es remplazada por la Imagen Original que es llevada solo esa noche del 11 de octubre desde su Basílica en Zapopan a la Catedral de Guadalajara siendo allí venerada y velada toda la noche y madrugada. El día 12 de octubre a las 6 de la mañana es llevada en la Romería hacia su basílica sede.
Casas y calles son adornados con papel picado, alfalfa y arreglos florales por donde pasa la imagen antes de llegar a la parroquia o capilla de cada barrio. Esta devoción es muy particular de Guadalajara y no tiene paralelo en México, ni en sus formas ni en su historia, historia que está íntimamente ligada a la fundación misma de Guadalajara en 1542, pues ya en 1531 fray Antonio de Segovia, recorría el valle de Atemajac y Zapopan, evangelizando a los originales de estas tierras, acompañado de la imagen de la Virgen de la Expectación, que es la imagen original que hace el recorrido cada 12 de octubre.
En dicha procesión se dan cita danzantes, vendedores de comida y artesanías tradicionales y miles de espectadores. La imagen se detiene periódicamente a lo largo de su camino para recibir un homenaje de los muchos grupos de danza prehispánica y mariachis. Una vez llegando el contingente a la Basílica, las celebraciones continúan y terminan con fuegos artificiales por la noche.

### Museos y galerías

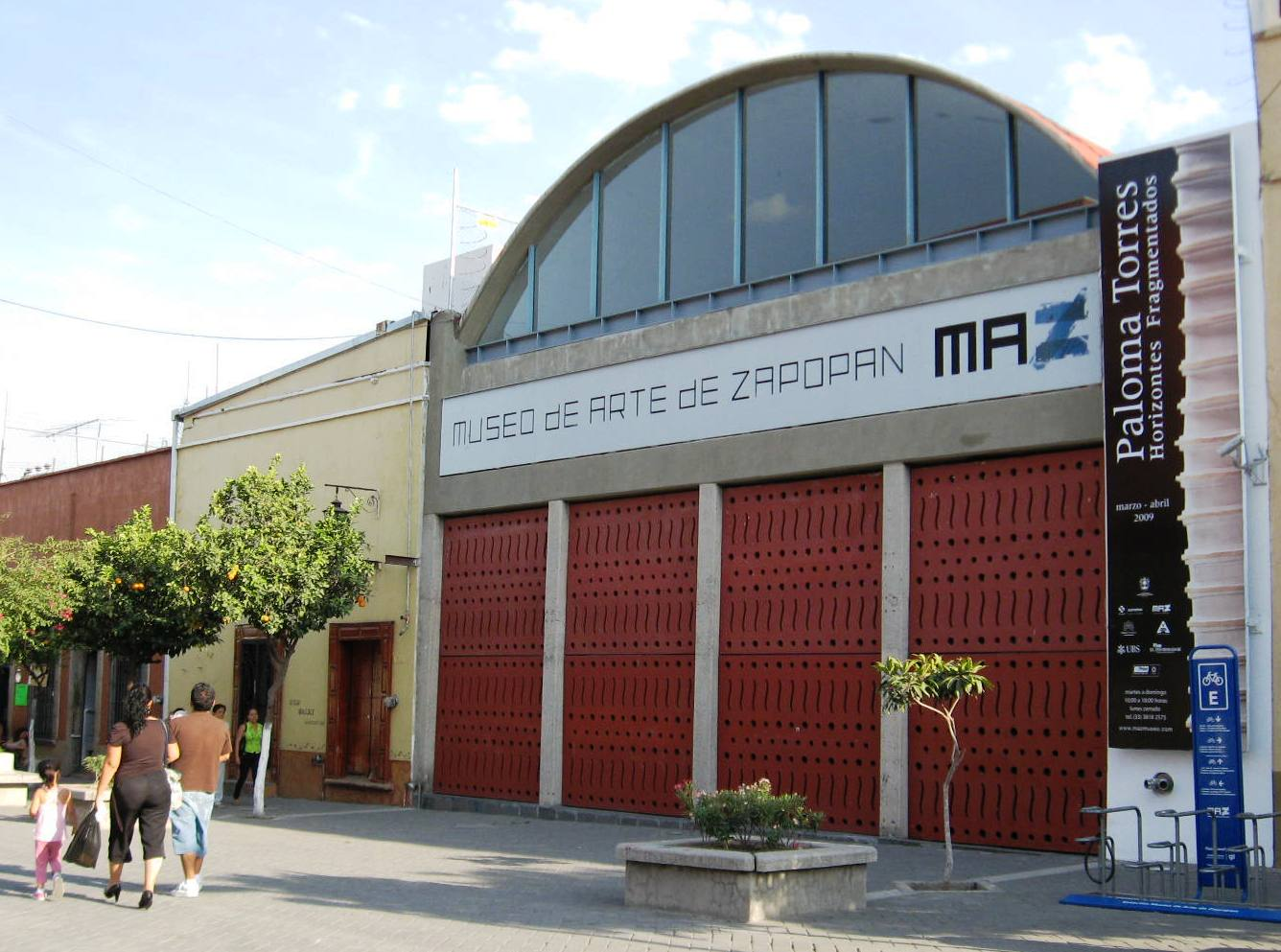
Entrada principal al museo de Arte

Uno de los principales museos del municipio es el Museo de Arte Zapopan (MAZ), museo y centro cultural. Cuenta con tres salas de exposición y un foro multidisciplinario con propuestas contemporáneas de plástica, música, danza, teatro y medios audiovisuales.
El Trompo Mágico es un museo interactivo dedicado a los niños, presenta diversos temas relacionados al arte, la ciencia, civismo, entre otros, así como actividades. El Jardín de Arte es una exposición y venta de arte al aire libre, la cual se realiza todos los domingos en la Glorieta Chapalita.

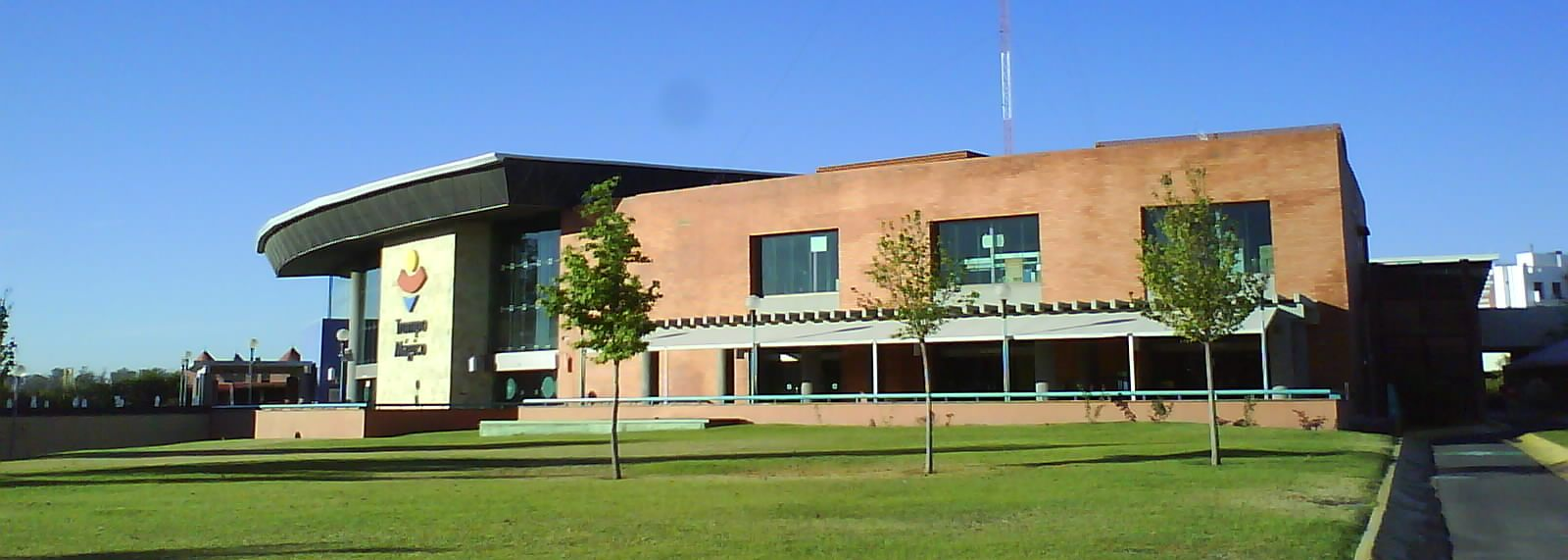
El Trompo Mágico, museo interactivo dedicado a los niños

El Colegio del Aire de la Fuerza Aérea Mexicana cuenta con una galería histórica de la Fuerza Aérea Mexicana, sala de la fuerza aérea expedicionaria mexicana y sala de modelos de aviones.
El Museo de Caza Benito Albarrán es casa de estilo Sudán, guarda en su interior desde hace 31 años extraordinaria colección taxidermia, de animales cazados por Don Benito Albarrán, en tres diferentes continentes América, Euroasía y África; 270 piezas de caza de ciento diez especies distintas presentados en dioramas de gran realismo y ambientación.
El Museo de la Arte Huichol Wixárica ofrece al visitante una muestra permanente de artesanía por este grupo étnico. Venta y exhibición de camisas, calzones, morrales, faldas, blusas, collares, aretes, anillos, pulseras y pequeñas bolsas de chaquira. Además de máscaras talladas en madera y fotografías con escenas cotidianas de la vida rural de este grupo étnico.
El museo de la Virgen de Zapopan presenta una colección impresionante de mantos de hilos de plata y oro, ofrendas hechas a la Virgen como muestra de agradecimiento por algún milagro, pinturas antiguas, nichos en los que se transportaba la imagen y una colección de artículos varios utilizados en siglos pasados para su decoración.
El museo palco en Zapopan Palacio de la Cultura y la Comunicación.

### Artes plásticas
El municipio cuenta con grandes obras de pintura, entre las que destacan "El bautismo de Jesús" realizada en el siglo XVII por Juan Correa, el mural de "La Historia de la Villa y la Revolución Mexicana" pintado en 1980 por Ricardo Peña que se encuentra en el Centro Municipal de la Cultura, donde además se albergan otros 23 murales realizados por estudiantes de pintura. En el palacio municipal se puede admirar un mural realizado en 1970 por Guillermo Chávez Vega, pintor tapatío, donde se plasman escenas de las revoluciones Francesa, Industrial, Inglesa, Mexicana y la Socialista.

## Gastronomía
Al igual que el resto de México, existen múltiples alimentos elaborados a base de maíz como el pozole, los tamales y el atole. También, destacan algunos platillos típicos como las tortas ahogadas y los esquites, granos de maíz cocidos que son servidos en un vaso y se acompañan, de condimentos como el limón, sal, chile en polvo, crema y queso.
Entre las golosinas tradicionales se encuentran las preparadas con coco como alfajor y las cocadas, y una variedad de dulces preparados a base de leche.

## Zonas arqueológicas
Zapopan cuenta con tres importantes zonas arqueológicas: Ixtépete, zona arqueológica que cuenta con una estructura piramidal de influencia teotihuacana construida del siglo V al X, de 20 metros de largo, 16 metros de ancho y una altura que ronda los 1.83 metros; El Grillo, que se localiza al norte del Valle de Atemajac al lado de un arroyo actualmente seco, formada por una catorce tumbas de tiro; y la zona de La Coronilla, localizada en la zona conocida como La Experiencia.

## Deportes
Los deportes que se practican en el municipio de Zapopan son muy variados gracias a la importante infraestructura existente en el área urbana del mismo. El Consejo Municipal del Deporte (COMUDE) de Zapopan es la institución pública que se encarga de promover la actividad física, el deporte y la recreación social, asimismo trata de fomentar el uso de las unidades deportivas en el municipio. La infraestructura deportiva del municipio es muy amplia, cuenta con cerca de 54 unidades deportivas distribuidas en las diferentes localidades del municipio, en dichas unidades se llevan a cabo la práctica de deportes y actividades recreativas, asimismo sirven como escuelas de iniciación al deporte.
El municipio ha sido y será sede de diversos eventos deportivos de talla nacional e internacional. Asimismo en octubre de 2011, el municipio de Zapopan fue sede de algunas de las competencias de los juegos Panamericanos de 2011 que se llevaron a cabo en Guadalajara.
Para estas competencias la pista del Estadio Panamericano fueron aprobadas por la Asociación Internacional de Federaciones de Atletismo(IAAF) en el año 2011, con la idea de que fuera utilizado tanto por atletas como el equipo de Béisbol de los Charros de Jalisco, pero en 2015. El titular de CODE Jalisco, Andre Marx Miranda informó que durante ese año solo sería utilizado por el equipo de Béisbol. Aunque se debe esperar que posterior a este año se reconsidere como se aprobó en un principio.
La ciudad tiene el Estadio Tres de Marzo, el cual es sede del club Tecos, equipo del Grupo XI de la Tercera División. También las Chivas de Guadalajara, tienen al Estadio Chivas que fue inaugurado en julio de 2010 y ha sido testigo de eventos importantes como: la final de Fútbol Panamericano: México vs Argentina y Clausura de los Juegos Panamericanos Guadalajara 2011, Final de la Copa Libertadores Chivas de Guadalajara vs Internacional de Porto Alegre juego de ida. y varios conciertos.

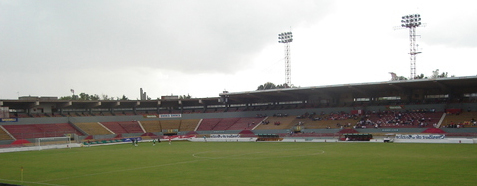
Estadio Tres de Marzo de los Tecos de la UAG.
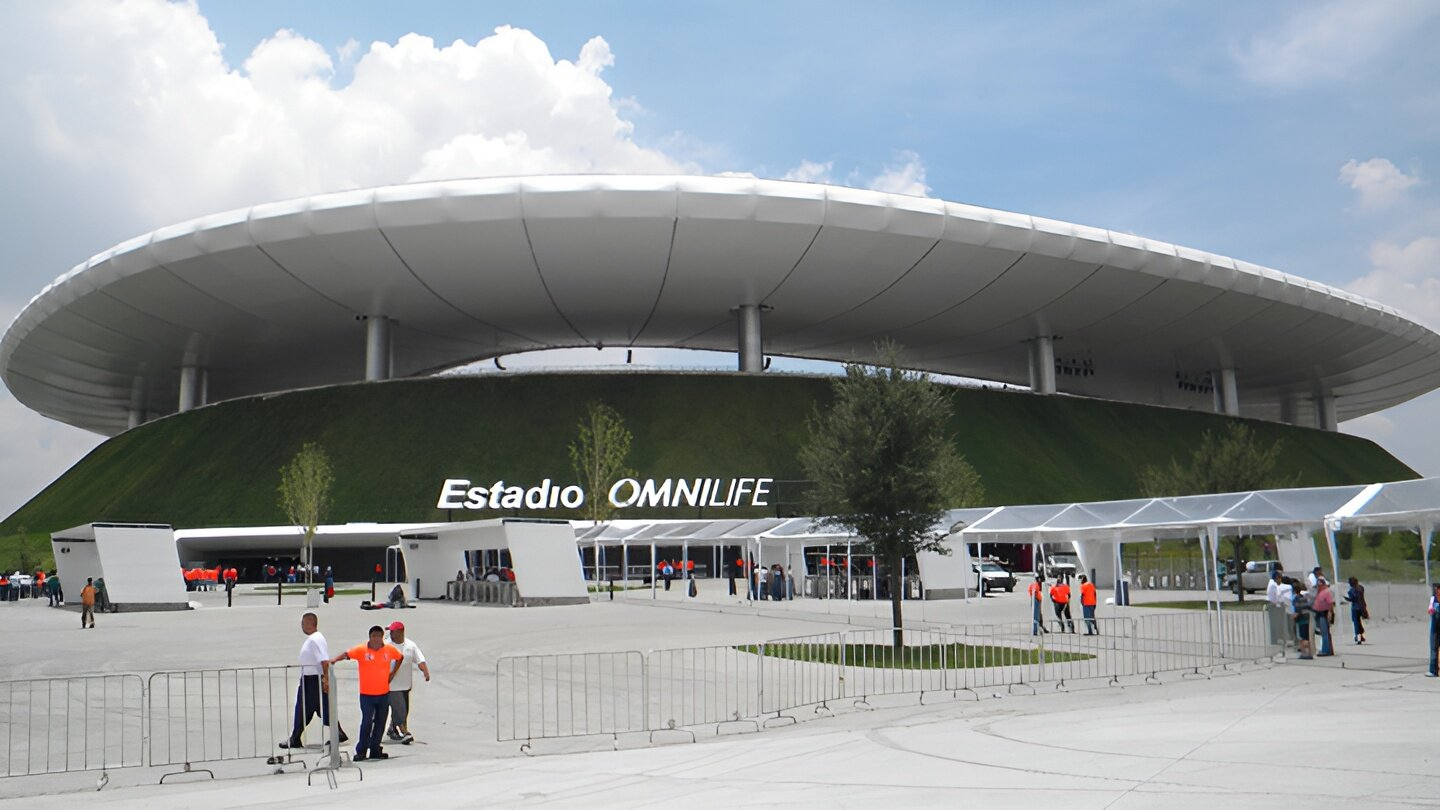
Estadio Chivas

### Vía RecreActiva
La Vía RecreActiva en el Municipio de Zapopan, es un programa social en el que se habilitan espacios viales para su empleo masivo con fines recreativos y de esparcimiento por personas de todas las edades. Opera los domingos de 8:00 a 14:00. En dicho horario se restringe la circulación de vehículos automotores por las rutas establecidas, permitiendo únicamente el paso de peatones y vehículos no motorizados.
Actualmente en Zapopan existen tres rutas:
- RUTA 1: Extensión Sur (6,4 km) Avenida de las Rosas (López Mateos)-Tepeyac-Abogados-Beethoven-Independencia (Parque Metropolitano).
- RUTA 2: Extensión Sur (10 km) Labna (Tepeyac)-Amado Nervo-Pegaso-Sagitario-Galileo Galilei-Mariano Otero-Tepeyac-Las Torres (Avenida Guadalupe).
- RUTA 3: Extensión Norte (8 km) Lienzo Charro Zapopan, Avenida Hidalgo-5 de mayo-Industria-Avenida los Laureles-Dr. Luis Farias-Enrique Díaz de León-Miguel Amaya-Gral. Agustín Olachea-Lic. Luis Manuel Rojas-J. Aguirre E.-Periférico Norte-de los Tabachines-Paseo de los Frambuesos (paseo de Las Tuyas).

## Topografía
El territorio está constituido por terrenos del periodo terciario y cuaternario. El municipio tiene una superficie territorial de 89,315 hectáreas, de las cuales 43,269 son utilizadas con fines agrícolas, 23,730 en la actividad pecuaria, 11,400 son de uso forestal, 3,910 son suelo urbano y 7,006 hectáreas tienen otro uso. En lo que a la propiedad se refiere, una extensión de 49,031 hectáreas es privada y otra de 32,938 es ejidal; 7,346 hectáreas son propiedad comunal. Zapopan, de acuerdo al tipo y uso de suelo, ha obtenido por varios años el primer lugar nacional en rendimiento por hectáreas.
La parte norte del municipio se encuentra asentada en el Valle de Tesistán.
El municipio de Zapopan representa el 1.119 % del territorio del Estado de Jalisco, con un 893.15 km² de extensión.
Colinda al norte con los municipios de Tequila, San Cristóbal de la Barranca e Ixtlahuacán del Río; al este con los municipios de Ixtlahuacán del Río y Guadalajara; al sur con los municipios de Guadalajara, Tlaquepaque, Tlajomulco de Zúñiga y Tala; al oeste con los municipios de Tala, Arenal, Amatitán y Tequila.
Las localidades más importantes son Nuevo México, San Francisco Tesistán, Valle Real, La Venta del Astillero, La Magdalena (San José Ejidal), Nextipac, Ciudad Bugambilias, Base Aérea Militar de la XV Zona, San Esteban (San Miguel Tateposco).

### Barrios
- Arroyo Hondo
- Crucero de la Mesa
- Mesa de los Ocotes
- Mesa Colorada Poniente
- La Coronilla
- Vistas del Centinela
- Nuevo Vergel
- Haciendas Guadalupe
- Jardines del Auditorio
- Ecológica Seattle
- El Vigía
- EXITMEX
- Haciendas de Zapopan
- Jardines de San Gonzalo
- Los Maestros
- Luis Donaldo Colosio
- Residencial Militar

## Relaciones internacionales

### consulados
- Consulado Honorario de Países Bajos
- Consulado Honorario de Líbano
- Consulado Honorario de Polonia
- Consulado Honorario de Colombia
- Consulado Honorario de Brasil
- Consulado Honorario de Reino Unido
- Consulado Honorario de Bélgica[27]

### Ciudades hermanas
La ciudad de Zapopan cuenta con hermanamientos con las siguientes ciudades:
| - Rosemead, Estados Unidos (1965). - San Pedro Sula, Honduras (1982). - Cartago, Costa Rica (1985). - Changwon, Corea del Sur (1987). - Saginaw, Estados Unidos (1994). - Marianao, Cuba (1997). - Veracruz, México (2000). | - Antigua Guatemala, Guatemala (2000). - Atengo, México (2002). - Częstochowa, Polonia (2004). - Kiryat Bialik, Israel (2005). - El Grullo, México (2006). - Bahía de Banderas, México (2006). - Grand Rapids, Estados Unidos (2008). - Zapotlán el Grande, México (2009). | - Jinan, China (2014). - Chengdu, China (2015). - Putuo (Shanghái), China (2019). - Guadalajara, México (2021) - Caruaru, Brasil (15/07/2023) |

### Convenios
Zapopan cuenta con diversos acuerdos interinstitucionales de cooperación técnica con las siguientes ciudades y organismos
- Ámsterdam, Países Bajos (2011).[28]
- Medellín, Colombia (2011).[28]
- Phoenix, Estados Unidos (2015).[28]
- Zaragoza, España (2010).[28]
- Stuttgart, Alemania (2011).[28]
- Angoulême, Francia (2012).[28]
- Mendoza (2023) [32][33]